# Tscherms
Tscherms (wł. Cermes) – miejscowość i gmina we Włoszech, w regionie Trydent-Górna Adyga, w prowincji Bolzano.
Liczba mieszkańców gminy wynosiła 1393 (dane z roku 2009). Język niemiecki jest językiem ojczystym dla 95,54%, włoski dla 4,37%, a ladyński dla 0,09% mieszkańców (2001).